# Герби повітів Литви
У кожному повіті Литви прийнятий герб, згідно із загальним дизайном.

## Галерея
Синя облямівка з десятьма ягеллонськими хрестами (хрестами з чотирма раменами) — загальний елемент для гербів повітів Литви. Ягеллонський хрест символізує Литву, число 10 вказує на кількість повітів, золото в синьому полі — традиційні кольори ягеллонського хреста.

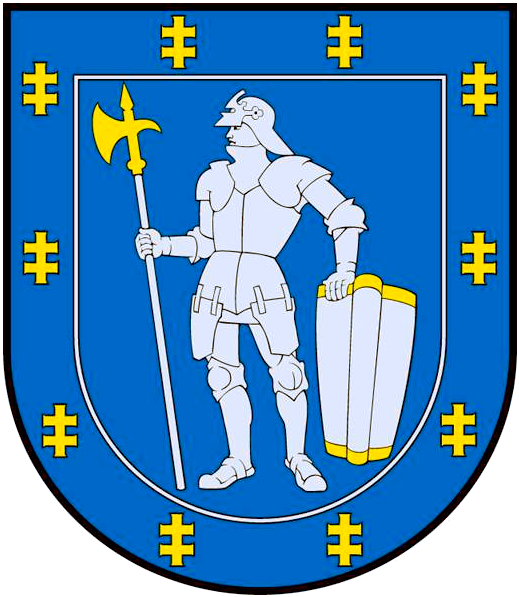
Алітуський повіт Герб Алітуського повіту
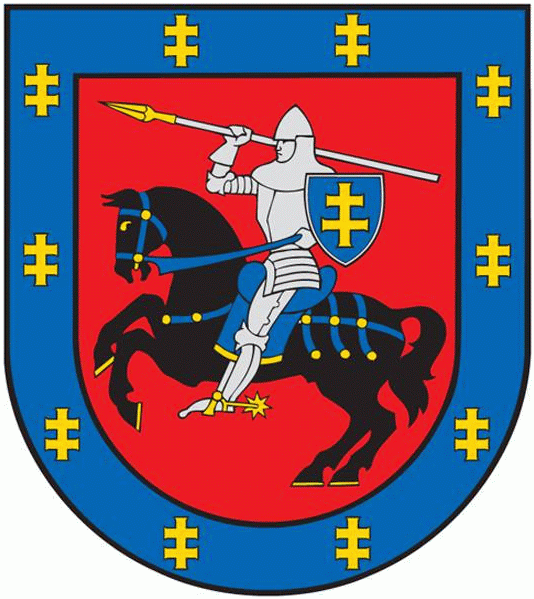
Вільнюський повіт Герб Вільнюського повіту
Каунаський повіт Герб Каунаського повіту
Клайпедський повіт Герб Клайпедського повіту
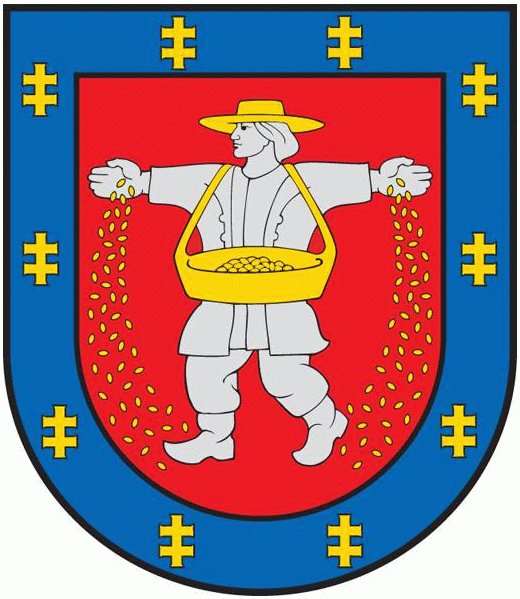
Маріямпольський повіт Герб Маріямпольського повіту (Литва)
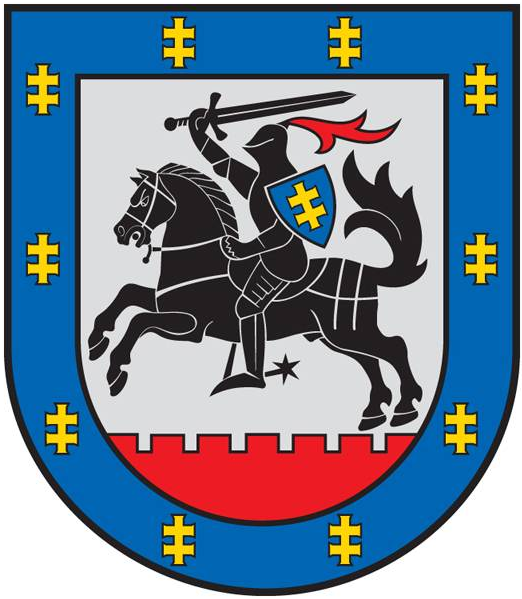
Паневежиський повіт Герб Паневежиського повіту
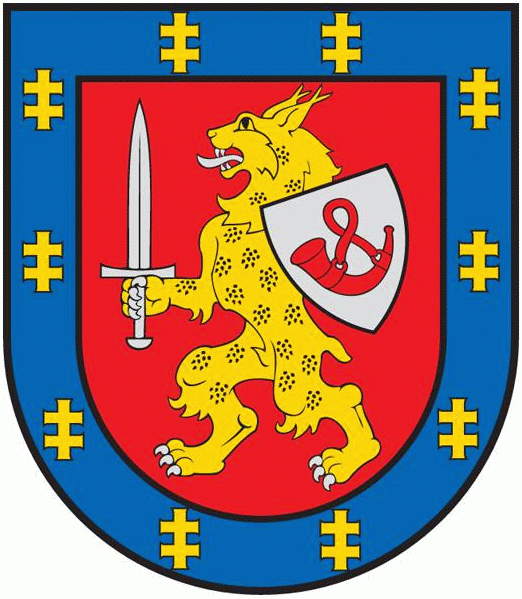
Тауразький повіт Герб Тауразького повіту
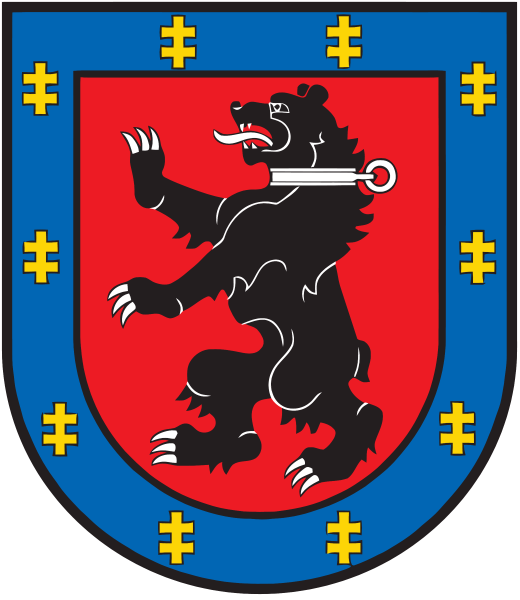
Тельшяйський повіт Герб Тельшяйського повіту
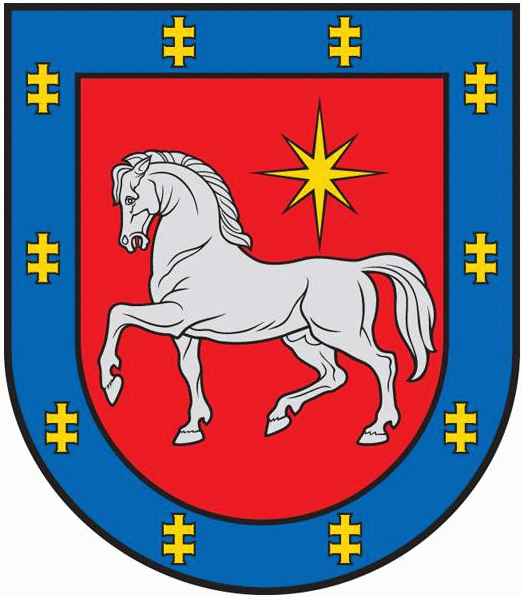
Утенський повіт Герб Утенського повіту
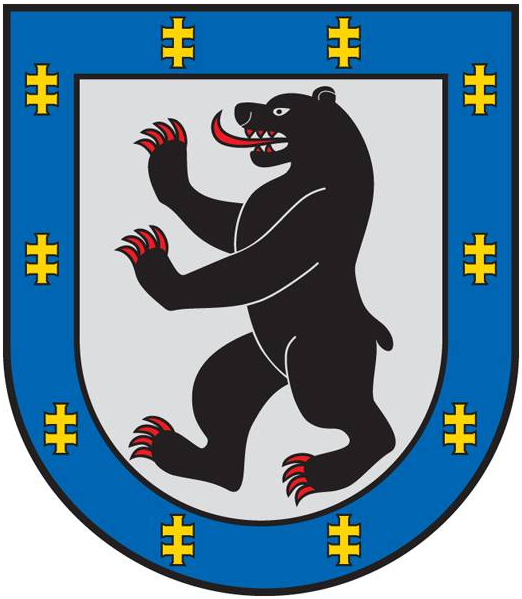
Шяуляйський повіт Герб Шяуляйського повіту